# 陳則民
陳 則民（ちん そくみん）は中華民国の政治家・弁護士。中華民国維新政府、南京国民政府（汪兆銘政権）の要人である。

## 事跡
日本留学経験を持ち、日本大学法科を卒業している。帰国後は参議院議員に選出され、政治討論会副会長にもなっている。また、北京政府の大総統府顧問もつとめた。1920年（民国9年）から3年間、蘇州電気公司董事長となっている。その後は上海で弁護士を開業する。律師（弁護士）公会会長、上海各路商会連合会会長、納税華人理事会理事、蘇州電気廠総弁をつとめた。
日中戦争（抗日戦争）勃発後に蘇州が日本軍により陥落すると、陳則民は蘇州地方自治委員会会長となった。1938年（民国27年）3月、中華民国維新政府に参加し、教育部部長に任じられた。5月、江蘇省省長に転じている。江蘇省省長には、1940年（民国29年）3月の汪兆銘政権との合流後も留任し、これを同年6月までつとめた。その後は、監察院監察区監察使となっている。
日本敗北後、陳則民は漢奸として蔣介石の国民政府に逮捕され、後に無期懲役の判決を受けた。中華人民共和国成立後も引き続き収監されている。1951年、蘇州の監獄で病没した。享年71。